# 秦州区
秦州区是中华人民共和国甘肃省天水市下属的一个市辖区。
2005年1月1日以前称为秦城区。

## 行政区划
秦州区下辖7个街道办事处、16个镇：
大城街道、七里墩街道、东关街道、中城街道、西关街道、石马坪街道、天水郡街道、玉泉镇、太京镇、藉口镇、皂郊镇、汪川镇、牡丹镇、关子镇、平南镇、天水镇、娘娘坝镇、中梁镇、杨家寺镇、齐寿镇、大门镇、秦岭镇和华岐镇。

## 名人
- 周務學
- 周希武